# Yinga
Yinga est une commune rurale située dans le département de Gao de la province du Ziro dans la région du Centre-Ouest au Burkina Faso.

## Géographie
La commune est située à 10 km à l'ouest de Mao-Nessira.